# Жубер, Бартелеми
Бартелеми́ Катрин Жубе́р (фр. Barthelemy Catherine Joubert; 14 апреля 1769 — 15 августа 1799) — французский полководец, дивизионный генерал.

## Биография
Бартелеми Катрин Жубер родился 14 апреля 1769 года во французском городке Пон-де-Во.
Сначала планировал стать адвокатом, но, чувствуя склонность к военной службе, завербовался в артиллерию. Однако, отец добился его увольнения и послал в Лион заканчивать обучение. Из Лиона Жубер поступил в Дижонский университет, но уже в декабре 1791 года, когда всё предвещало близкую войну, он снова определившись волонтёром в пехотный батальон, отправился в Рейнскую армию. За отличие в боях уже через 2 месяца, в январе 1792 года был произведён в первый офицерский чин — су-лейтенант.

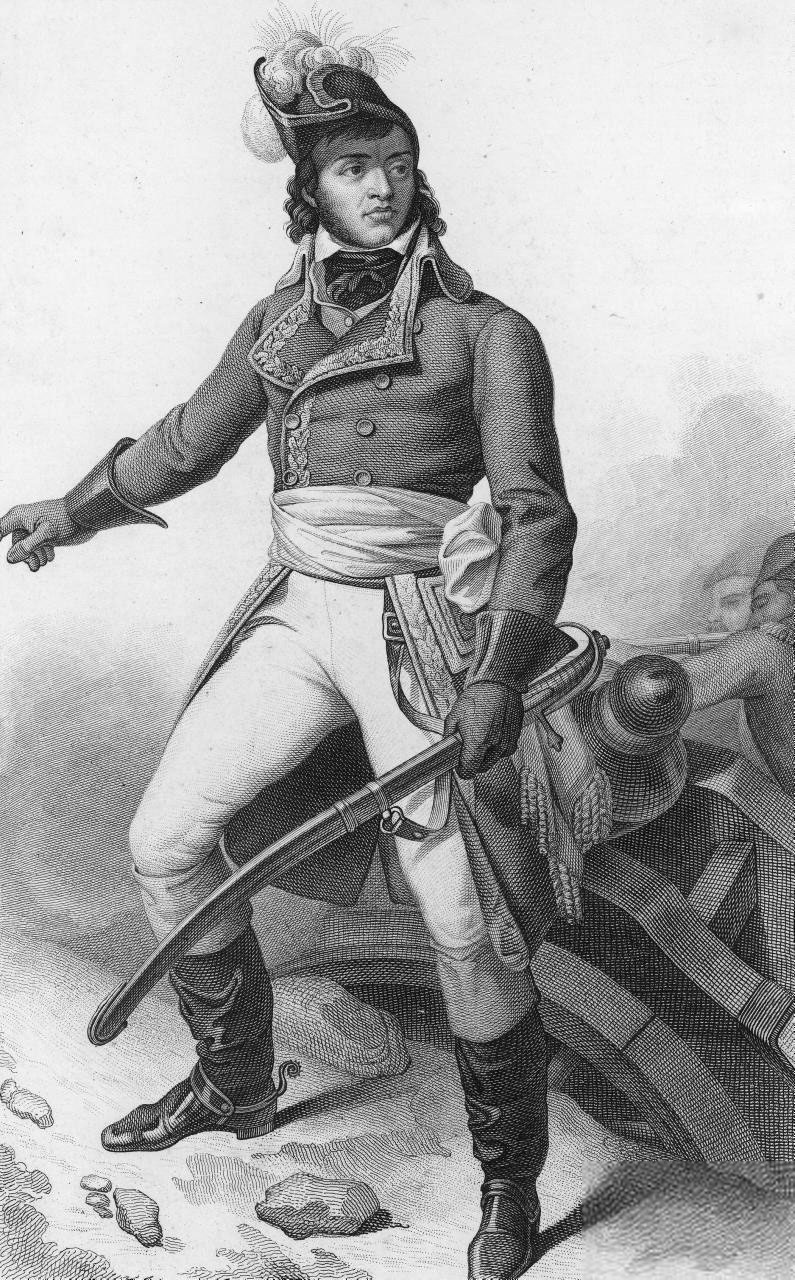
Бартелеми Жубер

В ноябре того же года получает звание лейтенанта. В 1793, за храбрость получает звание капитана. Летом того же года, капитан Жубер с 30 солдатами храбро обороняется против полка австрийцев в небольшом форте. Получив ранение, отправлется на лечение в Францию, и там же получает повышение — чин адъютант-генерал и штабную должность, с назначением в Итальянскую армию.
В июне 1794 года он был уже офицером штаба в Итальянской армии, и по настоятельному ходатайству генерала Шерера, получил в командование бригаду, а в 1795 году, после сражения при Лоано, был произведён командованием в бригадные генералы.
В 1796 году за отличие в итальянских походах, особенно в сражении при Риволи, был произведён в дивизионные генералы, высшее воинское звание в революционной Франции.
В 1797 году, командуя отдельным корпусом, он успешно действовал в Тироле, затем присоединился к войскам Бонапарта в Виллахе и этим маневром способствовал заключению Кампо-Формийского мира. Рассматривался главой Директории Баррасом в качестве ведущего кандидата на должность главнокомандующего вооруженными силами Франции, наряду с Бонапартом.
В 1798 году он был назначен командующим войсками в Голландии, а потом главнокомандующим Майнской армией и, наконец, Итальянскою. Завоевав с нею Пьемонт, он явился вынужденным исполнителем репрессивных мер Директории против населения Пьемонта. Протесты его против них поссорили его с Директорией, он был отозван, вышел в отставку, женился и жил в Париже уединенно и скромно, пока новый состав Директории не вверил ему сначала командование 17-й внутренней дивизией в Париже, а в июле 1799 года Директория назначила 30-летнего Жубера главнокомандующим французской армией в Италии, где в это время действовала русско-австрийская армия под начальством Суворова. 
Желая воспользоваться предполагаемой рассредоточенностью войск союзников, Жубер немедленно перешёл в наступление, но при городе Нови неожиданно наткнулся на армию Суворова и в самом начале сражения был убит пулей тирольского стрелка. Последние слова его были: «Marches, marches toujours!» (с фр. — «Наступайте, всегда наступайте!»).
Чтобы почтить память Жубера, все члены законодательного корпуса надели траур на 5 дней. По предложению первого консула, тело Жубера было перевезено в Тулон и погребено в форте Ламальго, получившем название форта генерала Жубера. Кроме того, Жуберу был поставлен памятник в Бурге, а его статуя украсила лестницу Сената.